# Тюльпанный луг (Николаевский район)
Тюльпанный луг — памятник природы регионального значения, созданный с целью сохранения уникального природного комплекса — места произрастания ценных, малочисленных, редких и исчезающих видов растений, в том числе тюльпана Геснера (Шренка), занесённого в Красную книгу Волгоградской области. Расположен в Николаевском районе Волгоградской области.

## Описание

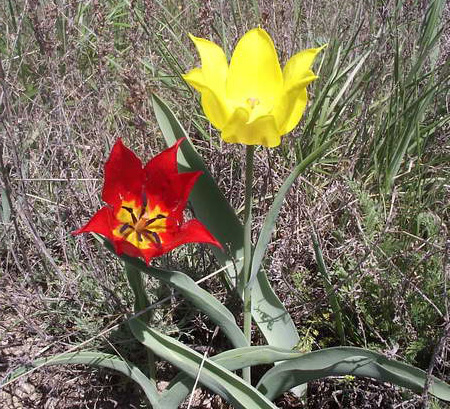
Тюльпан Геснера

Памятник природы учреждён постановлением Главы Администрации Волгоградской области от 19.02.2010 № 242 «О памятнике природы регионального значения „Тюльпанный луг“ в границах Николаевского муниципального района Волгоградской области». ООПТ расположена в 3,5 километрах от посёлка Таловка. Площадь ООПТ — 340 га. Физико-географический регион: Восточно-Европейская равнина, Прикаспийская низменность, район песчаная гряда. Природная зона — полупустынная, подзона — комплексов на светло-каштановых почвах. Ландшафт Приволжский низменный грядовый полого-волнистый опесчаненный.
Территория расположена в пределах выровненной поверхности Прикаспийской морской аккумулятивной низменности, которой соответствует Прикаспийская тектоническая впадина. Рельеф территории относительно молодой, верхнеплейстоценовый — голоценовый, абсолютной высотой +30 м — +10 м. Климат континентальный с холодной, малооблачной и малоснежной зимой и жарким, малооблачным летом. Почвенный покров представлен лугово-лиманными почвами и солончаками. Почвообразующие породы — морские бурые шоколадные глины, слоистые с прослойками кварцевого песка. Коренные породы — хвалынские отложения с включением раковин криофильных моллюсков. Гидрологическая сеть отсутствует. Растительность типчаково-ковыльная степная, местами лугово-болотная.
На территории ООПТ выявлено около 110 видов растений, в том числе один вид, занесённый в Красные книги Российской Федерации и Волгоградской области — Тюльпан Геснера (категория статуса редкости на территории Волгоградской области 2б; региональный критерий редкости А; категория статуса редкости по Красной книге Российской Федерации 2), насекомых — более 50 видов, птиц — около 10 видов.

## Ограничения на использование земель
На территории Памятника природы запрещаются:
- распашка земель, строительство зданий и сооружений, дорог и трубопроводов, линий электропередач и прочих коммуникаций, взрывные работы и разработка новых месторождений полезных ископаемых;
- выпас скота и его прогон по территории Памятника природы в период вегетации тюльпана Геснера (Шренка) с 10 марта по 1 июля;
- сбор и уничтожение редких и исчезающих видов растений, занесённых в Красную книгу Российской Федерации и Красную книгу Волгоградской области, выкопка луковиц;
- изменение установившегося гидрологического режима территории Памятника природы;
- использование агрохимикатов и пестицидов, отсутствующих в Государственном каталоге пестицидов и агрохимикатов, разрешенных к применению на территории Российской Федерации, и нарушение установленных гигиенических нормативов содержания пестицидов в объектах окружающей среды;
- проезд транспорта вне дорог общего пользования, стоянка транспорта вне отведенных мест;
- размещение отходов производства и потребления;
- предоставление земельных участков под застройку, для коллективного и индивидуального садоводства и огородничества, организации подсобного хозяйства.

За обеспечение охраны и функционирование ООПТ несёт ответственность Комитет охраны окружающей среды и природопользования Волгоградской области.